# Sugny
Sugny ist eine französische Gemeinde mit 94 Einwohnern (Stand 1. Januar 2022) im Département Ardennes in der Region Grand Est (vor 2016: Champagne-Ardenne). Sie gehört zum Arrondissement Vouziers, zum Kanton Attigny und zum Gemeindeverband Argonne Ardennaise.

## Geographie
Die Gemeinde liegt rund 47 Kilometer östlich von Reims. Umgeben wird Sugny von den Nachbargemeinden Sainte-Marie im Norden, Savigny-sur-Aisne im Nordosten, Saint-Morel im Osten, Mont-Saint-Martin im Süden, Semide im Südwesten sowie Contreuve im Westen.

## Bevölkerungsentwicklung
| Jahr                       | 1962 | 1968 | 1975 | 1982 | 1990 | 1999 | 2005 | 2010 | 2019 |
| Einwohner                  | 123  | 102  | 96   | 84   | 79   | 88   | 88   | 105  | 100  |
| Quellen: Cassini und INSEE |      |      |      |      |      |      |      |      |      |

## Politik
| Periode                        | Periode   | Name                                                      | Partei | Beruf                  |
| ------------------------------ | --------- | --------------------------------------------------------- | ------ | ---------------------- |
| vor 1875                       | nach 1879 | Henry                                                     |        |                        |
| März 2001                      | im Amt    | Laurent Hannequin Wiedergewählt für die Periode 2020–2026 |        | pensionierter Landwirt |
| Diese Liste ist unvollständig. |           |                                                           |        |                        |

## Sehenswürdigkeiten

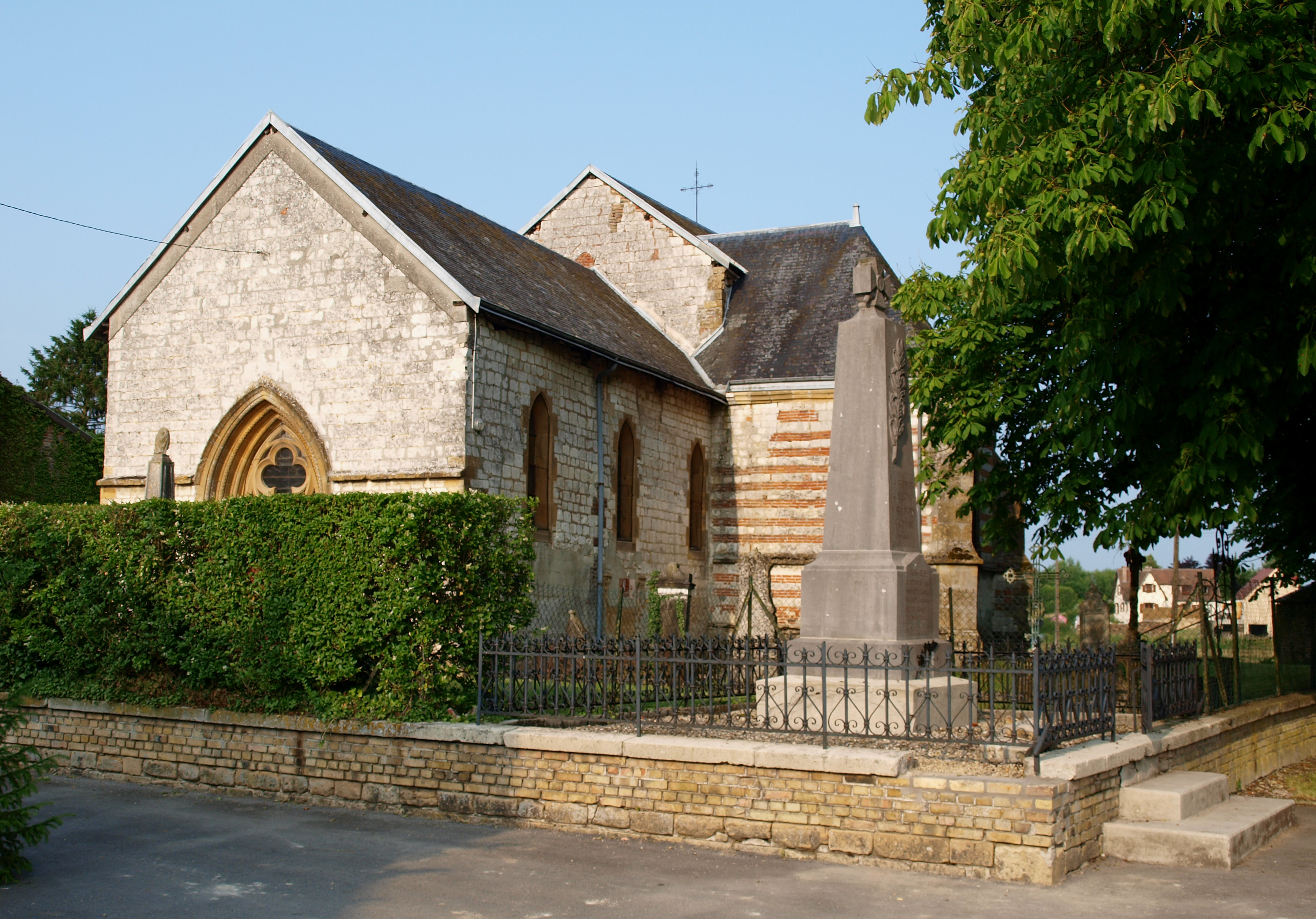
Kirche Saint-Remi

- Kirche Saint-Remi